# جيم أيزنهاور
جيم أيزنهاور (بالإنجليزية: Jim Eisenhower)‏ هو محامي أمريكي، ولد في 30 يناير 1958.